# Skorodnica
Skorodnica [pronunciación en polaco: /skɔrɔdˈnit͡sa/] es un pueblo ubicado en el distrito administrativo de Gmina Stary Brus, dentro del Condado de Włodawa, Voivodato de Lublin, en Polonia oriental. Se encuentra aproximadamente a 17 kilómetros al oeste de Włodawa y a 60 kilómetros al noreste de la capital regional Lublin.